# Józef Jakubowski (1894–1942)
Józef Jakubowski (ur. 30 maja 1894 w Żwirblach, zm. 5 lutego 1942 w ZSRR) – major piechoty Wojska Polskiego.

## Życiorys
Urodził się 30 maja 1894 w Żwirblach, w powiecie lidzkim ówczesnej guberni wileńskiej.
Po odzyskaniu przez Polskę niepodległości został przyjęty do Wojska Polskiego. Został awansowany do stopnia kapitana piechoty ze starszeństwem z dniem 1 czerwca 1919. W latach 20. był oficerem 31 pułku piechoty w Łodzi. Został awansowany na stopień majora piechoty ze starszeństwem z dniem 1 stycznia 1930. W marcu 1932 został przeniesiony na stanowisko komendanta placu Biała Podlaska. W czerwcu 1934 ogłoszono jego przeniesienie do Powiatowej Komendy Uzupełnień Postawy na stanowisko komendanta. W lipcu 1935 został zwolniony z zajmowanego stanowiska, pozostawiony bez przynależności służbowej i oddany do dyspozycji dowódcy Okręgu Korpusu Nr III. W tym samym roku został przeniesiony w stan spoczynku.
W grudniu 1941 pełnił służbę w Polskich Siłach Zbrojnych w ZSRR na stanowisku komendanta Uzupełnień Nr 2 w Tatiszczewie. Zmarł 5 lutego 1942. Został pochowany na cmentarzu wojskowym 5 Wileńskiej Dywizji Piechoty w Tatiszczewie koło Saratowa.

## Ordery i odznaczenia
- Krzyż Walecznych – dwukrotnie
- Medal Niepodległości – 25 stycznia 1933 „za pracę w dziele odzyskania niepodległości”[14][15]
- Medal Międzyaliancki